# Т-126 (СП)
Т-126 (СП) (также Т-126, Объект 126, Проект 126, СП-126, СП - Сопровождающий Пехоту) — опытный советский лёгкий танк сопровождения пехоты, разработанный в 1940 году на базе лёгких танков Т-126-1, Т-126-2 и Объект 211. Был построен один опытный прототип, который сегодня хранится в Бронетанковом музее в Кубинке.

## История
В 1938 году на базе танка Т-26 с целью его замены был разработан Т-26М, однако после его испытаний было решено усилить его ходовые характеристики и увеличить мощность силовой установки, в результате чего в 1939 году была разработана его глубокая модификация Т-26-5, также известная как Проект 126-1 (Т-126-1). Именно к этому проекту впервые была применена аббревиатура СП (сопровождающий пехоту). Параллельно с ним разрабатывались танки Т-126-2 (Проект 126-2) и Объект 211. 24 марта 1940 года были рассмотрены все три проекта, однако ни один из них одобрения со стороны военных не получил: Проект 126-1 не одобрили из-за неготовности двигателя Д-744, а Проект 126-2 и Объект 211 — из-за неудачного расположения двигателя и боевого отделения.
После долгих переговоров от танка Т-126-1 отказались вовсе, а Т-126-2 и Объект 211 после некоторых переработок было принято построить в одном и двух опытных экземплярах соответственно, однако из-за различных проблем от постройки прототипов отказались, а впоследствии на базе этих машин был разработан общий проект, получивший обозначение Т-126.
Был построен один опытный образец машины, который в период с 31 августа по 9 сентября и с 19 по 29 сентября проходил заводские испытания, в результате которых, из-за множества мелких дефектов, обусловленных сложностью конструкции, он их не прошёл. Тогда было решено разработать облегчённую модификацию танка, получившая обозначение Т-127, но этот проект остался на бумаге. После изучения захваченного осенью 1940 года немецкого среднего танка Pz.Kpfw. III, военное командование вернулось к идее разработки лёгкого танка поддержки пехоты и начало работать над улучшением Т-126 (СП). Эти работы, впоследствии, привели к созданию танка Т-50.

## Конструкция
Т-126 имел сварной корпус с толщиной бронелистов от 55 мм (во лбу) до 30 мм (в корме). Экипаж танка состоял из четырёх человек: наводчика, командира (заряжающего), механика-водителя и стрелка-радиста. Башня Т-126 была сварной, шестигранной, с «обтекаемой» лобовой частью. В крыше был сделан большой прямоугольный люк для посадки экипажа, также ещё один круглый люк имелся в задней стенке, который предназначался для демонтажа пушки. В передних лобовых листах имелись бойницы для стрельбы из личного оружия. По периметру башни были установлены три прибора наблюдения и командирская панорама в крышке люка. На машину устанавливался дизельный двигатель В-3 мощностью 300 л. с., который мог разгонять машину при её массе в 17 т до 35 км/ч. Вооружался танк 45-мм пушкой 20К обр. 1932\1938 гг. и спаренным с ней пулемётом ДТ. Слева в лобовом листе корпуса в шаровой установке монтировался 7,62-мм пулемет ДС-39, который обслуживался радистом. Подвеска Т-126 была торсионной, ходовая часть состояла из шести опорных катков, трех поддерживающих роликов, переднего направляющего и заднего ведущего колеса на каждый борт.

## Сохранившиеся экземпляры
- Единственный экземпляр танка находится в Музее бронетанковой техники в Кубинке.

## В массовой культуре

### В компьютерных играх
Лёгкий танк под названием Т-126 представлен в ММО-игре War Thunder как советский премиумный лёгкий танк II ранга с боевым рейтингом 3.0.